# František Sehnal
František Sehnal (11. září 1938 Olomučany – 26. listopadu 2021) byl český entomolog. Byl ředitelem Biologického centra AV ČR v Českých Budějovicích, členem Council for International Congresses of Entomology a od ledna 2008 čestným členem The Entomological Society of America, což je jedna z největších poct, jakých se může neamerickému entomologovi dostat.
František Sehnal se angažoval ve sporu o řešení přemnožení kůrovce na Šumavě na straně odpůrců kácení v přísně chráněných zónách a v letech 2005–2007 opakovaně vyslovil názor, že vývoj mu dal jednoznačně za pravdu, protože místům, kde se nekácelo, se daří lépe.
Podporoval pěstování vhodných geneticky upravených rostlin, jako je například Bt-kukuřice, neboť ji považoval za ekologicky šetrnější než klasické postřiky.
Od roku 2004 byl členem Akreditační komise a předsedou její stálé pracovní skupiny pro biologii a ekologii.